# K. C. Cole
K. C. Cole (* 22. August 1946 in Detroit) ist eine US-amerikanische Wissenschaftsjournalistin und Schriftstellerin. Sie ist Professorin an der University of Southern California.

## Leben
K. C. Cole verbrachte ihre Kindheit in Rio de Janeiro, Port Washington (New York) und in Shaker Heights (Ohio). Sie graduierte am Barnard College zum Bachelor of Arts in Politikwissenschaften. Danach arbeitete sie bei Radio Free Europe und lebte in der Tschechoslowakei, in der Sowjetunion und in Ungarn. Nach ihrer Rückkehr in die USA veröffentlichte das New York Times Magazine einen Artikel von Cole über den Einmarsch von Truppen des Warschauer Paktes in die Tschechoslowakei. Danach begann sie, regelmäßig Artikel für den Saturday Review in San Francisco zu schreiben. 
1972 traf sie bei einem Besuch des Exploratoriums in San Francisco Frank Oppenheimer, der in ihr das Interesse für physikalische Probleme weckte. Mitte der 1970er Jahre begann sie, wissenschaftliche Artikel für mehrere Zeitschriften zu schreiben, so für die New York Times, The Washington Post, The New Yorker, das Smithsonian Magazin, Esquire und Newsweek. Ende der 1970er Jahre wurde sie Mitarbeiter von Discover und Newsday.
Seit 1994 schreibt sie wissenschaftliche Artikel für die Los Angeles Times, in der sie eine eigene Kolumne Mind Over Matter hat. Ihre seit Ende der 1990er Jahre entstandenen Bücher zu wissenschaftlichen Themen wurden in mehrere Sprachen übersetzt, so in Deutsch, Spanisch, Schwedisch, Chinesisch, Japanisch und Koreanisch. Sie ist Kommentatorin für wissenschaftliche Themen im NPR und im südkalifornischen Radiosender KPCC.
K. C. Cole lehrte „Wissenschaftlichen Journalismus“ an der Yale University und an der Wesleyan University und ist Professor für Wissenschaft, Gesellschaft und Kommunikation an der University of Southern California in Los Angeles. Sie ist Mitglied des Journalism and Women Symposium (JAWS) und war Direktor des P.E.N.-West. In ihrem Wohnort Santa Monica initiierte sie Categorically Not!, eine Serie von Gesprächen über Kunst, Wissenschaft und Politik, die seit 2005 in den Santa-Monica-Kunststudios stattfinden.
K. C. Cole erhielt für ihre publizistische Tätigkeit mehrere Auszeichnungen und Ehrungen. 1995 wurde sie vom American Institute of Physics mit dem „Award for Best Science Writing“ ausgezeichnet und 1996 und 1999 von der Los Angeles Times mit dem „Award for Best Explanatory Journalism“. 1998 erhielt sie den „Edward R. Murrow Award“ der Skeptics Society. Einige ihrer Arbeiten wurden in die Jahresbände The Best American Science and Nature Writing (2002) und The Best American Science Writing (2004, 2005) aufgenommen. 2007 wurde sie als Ehrenmitglied in die Wissenschaftsvereinigung Sigma Xi aufgenommen.
K. C. Cole hat einen Sohn und eine Tochter.

## Werke
- What Only a Mother Can Tell You About Having a Baby. Anchor Press, Garden City 1980, ISBN 0-385-13513-0.
- Between the Lines. Searching for the space between feminism and femininity and other tight spots. Anchor Press/Doubleday, Garden City 1982, ISBN 0-385-17231-1.
- Sympathetic Vibrations. Reflections on Physics as a Way of Life. Morrow, New York 1984, ISBN 0-688-03968-5.
- Warum die Wolken nicht vom Himmel fallen. Von der Allgegenwart der Physik. Aufbau, Berlin 2000, ISBN 3-351-02512-2.
- Das Universum in der Teetasse. Von der alltäglichen Magie der Mathematik. Aufbau Taschenbuch Verlag, Berlin 2001, ISBN 3-7466-8080-8.
- Eine kurze Geschichte des Universums. Aufbau, Berlin 2002, ISBN 3-351-02530-0.
- Mind Over Matter. Conversations with the Cosmos. Harcourt, Orlando 2003, ISBN 0-15-100816-7.

## Zitate
Über Frank Oppenheimer und das Exploratorium:
„Ich glaube, das Exploratorium sieht so ähnlich aus wie Franks Gehirn, eine ziemlich chaotische, aber tiefsinnig verknüpfte Kombination von Kunst, Naturwissenschaft, Philosophie, Pädagogik, Politik und purem Spiel.“
- Warum die Wolken nicht vom Himmel fallen. S. 247.

## Sonstiges
Der von der Amerikanischen Biophysikalischen Gesellschaft zu Ehren von Kenneth Stewart Cole vergebene K. S. Cole Award wird auch als K. C. Cole Award bezeichnet. Diese Bezeichnung geht aber nicht auf K. C. Cole zurück, sondern auf den Beinamen Kacy von Kenneth Stewart Cole, der auch zur Verwendung der Initialen K. C. Cole für ihn führte.